# 273
| [ Edytuj tabelę ] |                                        |
| Król Aksum        | - 270 Endubis 300                      |
| Cesarz Chin       | - 265 Sima Yan 290                     |
| Władca Korei      | - 270 Sŏch’ŏn 292                      |
| Papież            | - 269 Feliks I 274                     |
| Król Persji       | - 272 Hormizd I 273 - 273 Bahram I 276 |
| Cesarz Rzymu      | - 270 Aurelian 275                     |

Rok 273 / CCLXXIII
stulecia: II wiek ~
III wiek ~
IV wiek

lata: 263 «
268 «
269 «
270 «
271 «
272 «
273
» 274
» 275
» 276
» 277
» 278
» 283

## Wydarzenia
Azja
- Bahram I zastąpił swojego brata Hormizdasa I na tronie Persji

Cesarstwo Rzymskie
- Gajusz Pius Tetrykus opuścił swoje wojska przed decydującą bitwą z wojskami cesarza Aureliana. Cesarstwo galijskie upadło.
- Aurelian zdobył i zburzył Palmyrę.

## Zmarli
- Deksippos, grecki historyk.
- Domnusz I, patriarcha Antiochii.
- Grzegorz Cudotwórca, święty.
- Hormizd I, szach Persji.
- Kasjusz Longinus, filozof.